# Ferdinand von Bayern (1577–1650)

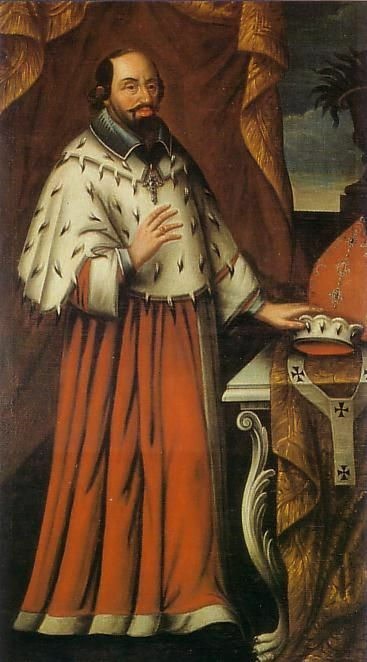
Ferdinand als Erzbischof von Köln, Gemälde im Kapitelsaal des Kölner Domes

Ferdinand von Bayern (* 6. Oktober 1577 in München; † 13. September 1650 in Arnsberg, Westfalen) war von 1612 bis 1650 Kurfürst und Erzbischof von Köln. Als solcher gebot er auch über das Vest Recklinghausen und war Herzog von Westfalen. Er war auch Fürstbischof von Hildesheim, Lüttich, Münster und Paderborn. Er war ein führender Vertreter der Gegenreformation und maßgebender Förderer von Hexenprozessen in Nordwestdeutschland.

## Leben

### Herkunft und Ausbildung
Ferdinand war der Sohn von Herzog Wilhelm V. von Bayern und dessen Frau Renata von Lothringen. Sein Onkel war der Kölner Erzbischof Ernst von Bayern. Einer seiner Brüder war Kurfürst Maximilian I. von Bayern.
Er war schon früh von seinem Vater für die geistliche Laufbahn vorgesehen. 1587, im Alter von neun Jahren, wurde er, wie sein Bruder Philipp Wilhelm, auf das Jesuitengymnasium in Ingolstadt geschickt. Die Erziehung durch Jesuiten hat Ferdinands spätere gegenreformatorische Haltung stark geprägt.

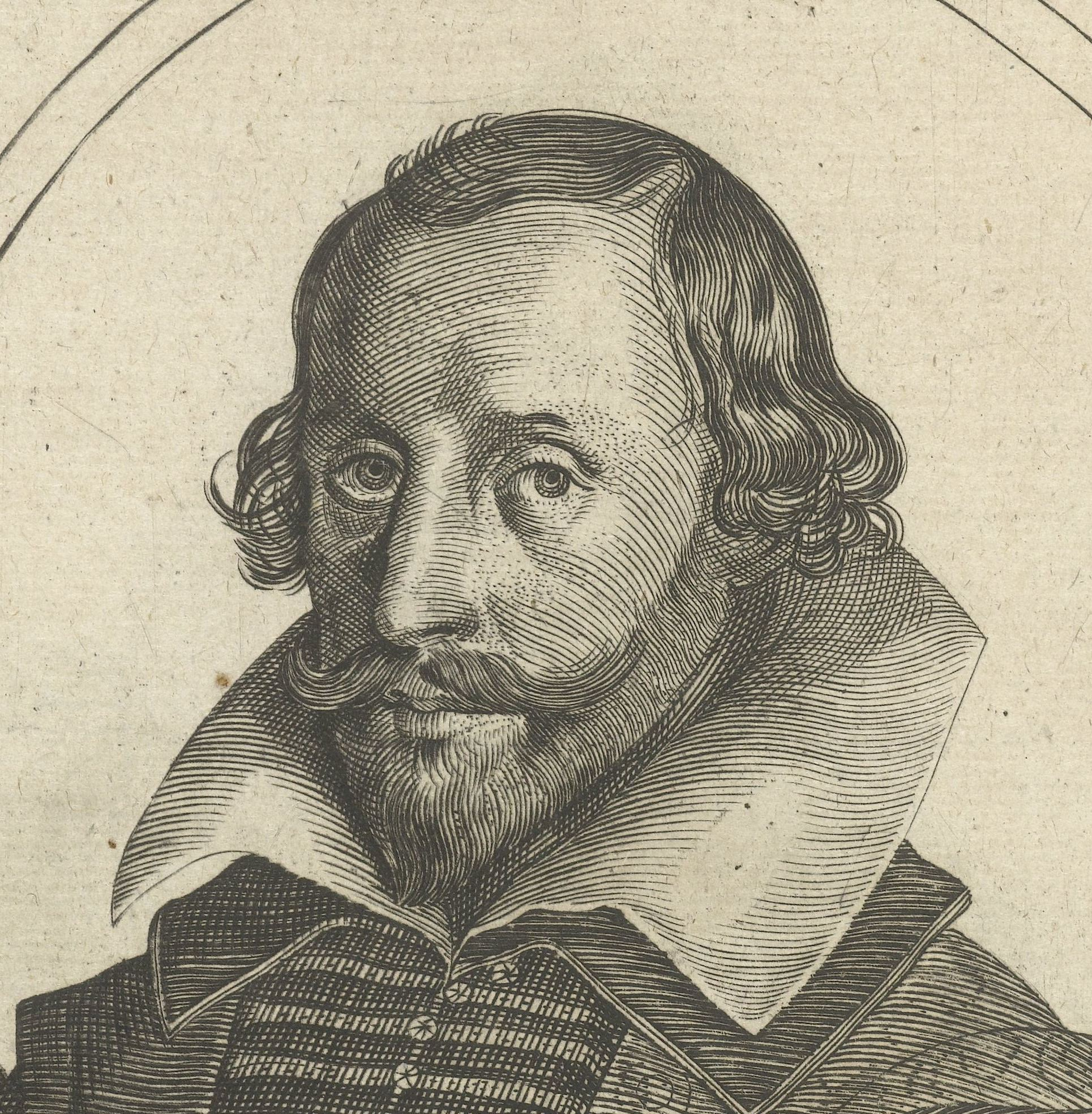
Kupferstich aus dem 17. Jahrhundert

Sehr früh hatte er bereits Domkanonikate inne, so zum Beispiel in Mainz, Trier, Salzburg, Würzburg, Passau, Straßburg, und in Köln. Die Wittelsbacher Hausmachtpolitik sah vor, Ferdinand so den Zugang zum Bischofsamt zu eröffnen. Insbesondere ging es um die Sicherung der Nachfolge seines Onkels Ernst von Bayern, der zugleich Bischof oder Erzbischof in Köln, Lüttich, Hildesheim und Münster war. Nach dem Abschluss seiner Studien in Ingolstadt reiste Ferdinand zunächst nach Köln, um dort seiner Residenzpflicht als Domherr nachzukommen. Ab etwa 1590 war der Speyerer Domherr Adolph Wolff von Metternich (1553–1619) sein geistlicher Erzieher und Mentor. In den Jahren 1592/93 hielt sich Ferdinand mit ihm zum Studium in Rom auf. Dabei sah Papst Clemens VIII. über die eigentlich seit dem Konzil von Trient verbotene Ansammlung von Pfründen großzügig hinweg.

### Vom Koadjutor zum Erzbischof
Sein Onkel Ernst von Bayern hatte über den zum Protestantismus übergetretenen Gebhard I. von Waldburg gesiegt und dessen Stelle als Kölner Erzbischof eingenommen. Er hatte zwar gegenreformatorische Maßnahmen eingeleitet, aber sein persönlicher Lebenswandel entsprach nicht dem Geist des Reformkonzils von Trient. Er vernachlässigte seine Pflichten zu Gunsten der Jagd und hatte mit seiner Geliebten Gertrud von Plettenberg sogar einen Sohn, den späteren Fürstabt der Reichsabtei Stablo-Malmedy Wilhelm II. von Bayern. Aus diesem Grund hat der päpstliche Nuntius in Köln den frommen Ferdinand gegenüber der römischen Kurie als Koadjutor ins Gespräch gebracht. Dieser Wahl stimmte der Papst zu. Auch das Kölner Domkapitel war einverstanden, nachdem sich Ferdinands Vater Wilhelm bereit erklärt hatte, die Kosten für die Hofhaltung seines Sohnes als Koadjutor sowie Teile der von Ernst verursachten Schulden zu übernehmen.
Bereits im Jahr 1591 wurde er Koadjutor von Jakob II. Pütrich in der Fürstpropstei Berchtesgaden und nach dessen Tod 1594 zum Fürstpropst gewählt. Während seiner über 50-jährigen Zuständigkeit vermochte er sich angesichts seiner anderen Aufgaben nur wenig um die Belange der Fürstpropstei kümmern. So wurde er bereits ein Jahr später Koadjutor in Köln. Das Kloster Stablo-Malmedy folgte 1599, das Bistum Lüttich 1601 und die Bistümer Hildesheim und Münster 1611. Sein Onkel überließ fast sämtliche Amtsgeschäfte Ferdinand. Insbesondere die kirchlichen Aufgaben überließ er sofort seinem Neffen. Die kurfürstlichen Rechte behielt sich Ernst allerdings weiter vor und behauptete sie bis zu seinem Tod.
1612 verstarb sein Onkel Ernst von Bayern, somit war nun der Weg für Ferdinand frei, und er wurde Erzbischof von Köln und Bischof von Münster, Lüttich und Hildesheim. Seit 1618 war er auch Bischof von Paderborn. Er erhielt jedoch nie die Priester- oder Bischofsweihe. Ein Grund dafür war, dass sein Bruder Maximilian als Kurfürst von Bayern lange ohne Erben blieb. Um notfalls dessen Nachfolge in Bayern antreten und eine Ehe eingehen zu können, verzichtete er auf die höheren Weihen.
Diese Vereinigung zahlreicher kirchlicher Herrschaftsgebiete in einer Hand schützte diese vor den protestantischen Nachbargebieten.

### Gegenreformation
Bereits als Koadjutor hat Ferdinand eine Politik der Gegenreformation bzw. katholischen Reform im Sinne des Konzils von Trient betrieben. Ferdinand gründete mit dem „Kölner Kirchenrat“ eine zuständige kirchliche Behörde. Diese Politik setzte er nach seinem eigentlichen Amtsantritt fort. Im Jahr 1614 erließ er eine Religionsordnung, die das Bürgerrecht und öffentliche Ämter nur für Katholiken vorsah. Anfangs arbeitete er dabei mit dem päpstlichen Nuntius, der in Köln residierte, zusammen. Unterstützt wurde Ferdinand auch von fähigen Generalvikaren und Weihbischöfen.
Er förderte die Jesuiten, Kapuziner und andere neue Orden. In seine Zeit fielen zahlreiche Visitationen und Synoden. Im Jahr 1615 wurde ein Priesterseminar eröffnet. Ferdinand ließ 1614 eine Agende, 1618 das Brevier und 1628 die Missale neu herausgeben. Eine ähnliche Kirchenpolitik wie in Köln betrieb er auch in den anderen ihm unterstellten Gebieten und Diözesen.
Trotz allen Einsatzes für die Gegenreformation folgte Ferdinand nicht völlig dem vom Konzil von Trient gezeichneten Bischofsideal. Wie sein Vorgänger Ernst war er ein begeisterter Jäger.

### Kunstmäzen
Ferdinand war auch ein Förderer der Kunst, die er in den Dienst der Religion stellte. Während seiner Amtszeit ließ er von dem Goldschmied Konrad Duisberg den wertvollen Schrein für die Gebeine des Erzbischofs Engelbert von Berg anfertigen. Er ließ auch in Köln von Christoph Wamser die Jesuitenkirche St. Mariä Himmelfahrt errichten. Die Kirche auf dem Kreuzberg in Bonn geht im Kern auch auf die Zeit Ferdinands zurück.

### Weltliche Politik und Dreißigjähriger Krieg
Im Bereich der weltlichen Politik hat er die Finanzen des Kurstaates saniert und reformierte die Verwaltung. Auch setzte er sich für eine unparteiische Justiz ein. Ebenso versuchte er verloren gegangene Gebiete zurückzugewinnen. Im Fall des Bistums Lüttich stieß dies allerdings auf Schwierigkeiten. 
Seine Politik als Kurfürst war immer stark ausgerichtet an der Politik seines Bruders, des bayerischen Kurfürsten Maximilian. Das wurde besonders deutlich, als er auf dem Regensburger kurfürstlichen Deputationstag 1623 der einzige Kurfürst war, der für die von Kaiser Ferdinand II. vorgeschlagene Übertragung der Kurwürde des geächteten Kurfürsten Friedrich V. (Pfalz) auf seinen Bruder Herzog Maximilian I. von Bayern. stimmte.
Die politische Zusammenarbeit hatte bereits vor dem Ausbruch des Dreißigjährigen Krieges begonnen, als er nach 1609 im jülich-klevischen Erbfolgestreit zusammen mit Herzog Maximilian seinen Schwager, den Pfalzgrafen Wolfgang-Wilhelm von Neuburg, unterstützte. Der Streit um den Besitz von Jülich-Berg führte nach dem Tod des letzten Herzogs Johann Wilhelm zur Auseinandersetzung zwischen Kursachsen, Kurbrandenburg und Wittelsbach und zu internationalen Konflikten.
Auch bei der Gründung der katholischen Liga, der sich Ferdinand 1618 anschloss, stand er ganz auf Seiten Bayerns. Insgesamt folgte er der bayerischen Politik und Kriegführung während des gesamten Dreißigjährigen Krieges. Erstaunlicherweise prophezeite er zu Beginn des Krieges, dass der Krieg 20, 30 oder 40 Jahre dauern werde. Wallenstein prophezeite Ähnliches und machte dafür den Erlass des Restitutionsediktes verantwortlich.
Während des ersten Jahrzehnts des Krieges gelang es ihm, mit Hilfe von Verhandlungen, aber auch mit militärischen Aktionen, seine Territorien weitgehend vor den Folgen des Krieges zu bewahren. Dies änderte sich mit dem Kriegseintritt Schwedens. Als nach der totalen Niederlage des Heeres der Katholischen Liga gegen die Schweden in der Schlacht bei Breitenfeld die Territorien von Kurköln und Kurtrier zu einem Durchmarschgebiet gefährdeter, am Rhein stationierter spanischer Truppen wurden, gab es ein geheimes Angebot des Kurfürsten von Köln an Richelieu, Kurköln unter französischen Schutz zu stellen. Der Kurfürst erließ sogar ein Durchmarschverbot für spanische Truppen, was Kaiser Ferdinand II., der auf spanische finanzielle Zuschüsse angewiesen war, sehr beunruhigte. Bis zum Ende des Kriegs blieben die Gebiete Kurkölns ein Tummelplatz schwedischer, französischer, kaiserlicher und spanischer Kriegshaufen.

### Hexenverfolgung
In seiner Zeit nahmen die Hexenverfolgungen stark zu. Eine 1607 von Ferdinand von Bayern verfasste und 1628 überarbeitete Hexenprozessordnung verschärfte die Regelungen der kaiserlichen Halsgerichtsordnung Constitutio Criminalis Carolina zur Durchführung der Hexenverfolgung und erleichterte damit besonders den Einsatz der Folter. Die eingesetzten Hexenkommissare gingen mit außerordentlicher Brutalität vor.
Während seiner Herrschaft und unter seiner maßgeblichen Förderung wurden die Hexenprozesse mit besonderer Heftigkeit durchgeführt. Unter seinen Herrschaftsgebieten bildete das kurkölnische Westfalen eine Kernzone der Hexenprozesse in Deutschland. Hier fand die reichsweit größte Hexenverfolgung statt. Fast alle Anklagen endeten mit einem Todesurteil.
Ein breites Aufflammen dieser fragwürdigen Prozesse von 1626 bis 1631 kostete nachweislich etwa 574 Angeklagten im Herzogtum Westfalen das Leben, von denen allein 283 aus dem Amt Balve stammten.
Dies rief die entschiedene Gegnerschaft des als Beichtvater der Hexen wirkenden Jesuiten Friedrich Spee (1591–1635) auf den Plan.

### Nachfolge und Tod
1642 wurde sein Neffe Maximilian Heinrich von Bayern, der Sohn seines jüngeren Bruders Albrecht, Koadjutor des Erzbistums Köln. In den folgenden Jahren folgte dies auch in Hildesheim (1643) und Lüttich (1649). Dadurch sicherte Ferdinand den Fortbestand der Sekundogenitur der Wittelsbacher in Nordwestdeutschland, die mit Ernst von Bayern entstanden war.
Ferdinand verstarb am 13. September 1650 in Arnsberg. Er wurde vor der Dreikönigenkapelle im Inneren des Kölner Doms beigesetzt.